# Rosetum

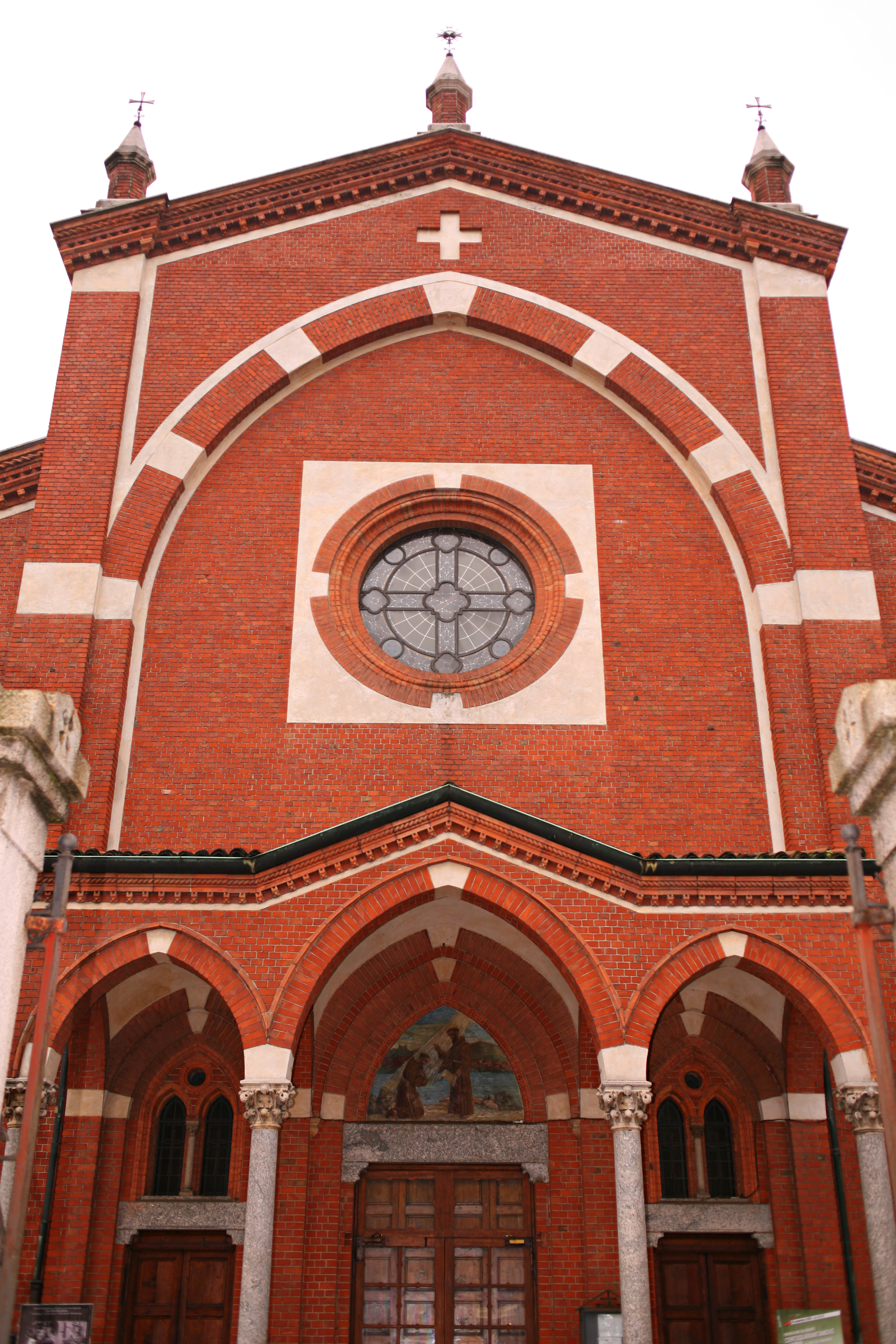
La chiesa di Santa Maria degli Angeli e San Francesco, 1896

Inaugurato nel 1957 da Maria Callas, Rosetum è l’unico Centro Francescano Culturale Artistico presente in Italia. Adiacente il convento cappuccino di piazzale Velasquez, è sovrinteso dalla Provincia dei Frati Minori Cappuccini di Lombardia.
Il nome del Centro è ispirato al miracolo delle rose senza spine riguardante San Francesco. Si narra che una notte del 1216, presso la chiesa di Santa Maria degli Angeli ad Assisi, Francesco si sia sentito improvvisamente assalito dal demonio: per chiedere con più forza a Dio che scacciasse quelle tentazioni, si strappò le vesti e si tuffò nel mezzo di un folto roseto che aveva visto lì vicino. Le aguzze spine ferirono profondamente il viso e il corpo del poverello, ma da allora quel roseto – che da ben 8 secoli si ammira nel giardino di Santa Maria degli Angeli – non ha avuto più spine e rifiorisce ogni anno.
Nella rievocazione di tale episodio sta il significato metaforico del nome di questo centro culturale: chi frequenta il Rosetum trova una strada per approfondire il bene e la pace che tutti desideriamo.
Rosetum si ispira al carisma di Francesco d’Assisi: sulla fratellanza universale, sulla cura del creato come casa comune e sulla ricerca di Dio, San Francesco ha fondato l’ordine religioso dei Frati Minori, ma ha ispirato altresì un modo di essere, una scuola di pensiero e di vita caratterizzata dall’esperienza del dono e della povertà, intesa come tensione ad essere liberi dal mondo.
Non solo del pane l’uomo ha sempre bisogno, ma anche di ciò che lo eleva, che gli fa prendere consapevolezza del significato di se stesso e della realtà. In una parola, per vivere l’uomo ha bisogno anche della cultura, le cui varie manifestazioni – le cosiddette Arti – rappresentano la necessità dello spirito umano di collocare la persona al di sopra delle realtà puramente materiali, diventando così una strada che può condurre fino a Dio.
Da qui le numerose attività di carattere musicale, teatrale, artistico e letterario di Rosetum.

## Origini del Rosetum. Note urbanistiche sull'area
Il convento prende le sue origini in una zona della attuale periferia di Milano che è stata interessata dallo sviluppo dei piani urbanistici tra la fine del XIX ed il XX secolo.

Dal punto di vista urbanistico la zona del «Rosetum» è caratterizzata dalla piazza Velasquez sulla quale convergono diverse vie. In particolare via Rubens e via Rembrandt ricalcano il vecchio percorso della strada provinciale Vercellese (poi strada Postale per Novara) che si stacca dalla omonima porta della città di Milano. 

Da questo percorso storico, nella zona del Rosetum, originariamente si staccava un piccolo sentiero che conduceva all'antichissima chiesetta di San Donato (già strada Vercellese n.75). Qui è documentata la presenza dell'arcivescovo Ariberto d'Intimiano il 13 luglio del 1023.
Era l'unico resto di un ampio convento appartenuto ai Cappuccini Francescani che si erano sostituiti ai frati Antoniani che occupavano il sito dal 1700 circa.
Lo storico Piano Beruto del 1884, il primo vero piano urbanistico di Milano, traccia lo sviluppo della città nella prima zona esterna alle mura spagnole. 
La fascia di campagna è chiaramente identificabile nel Rip. 8 Mand. VIII- Antichi villaggi e cascine di Porta Vercellina all'annessione dei Corpi Santi al Comune di Milano (8 giugno 1893). Qui troviamo le cascine Bolla (già osteria di origini quattrocentesche) poco a nord la Bolletta, la Caccialepore (XVI secolo), Molinazzo (XVII secolo), Gallarata…

Per prendere in considerazione l'area del Rosetum dobbiamo attendere il nuovo piano Pavia-Masera redatto tra il 1909 ed il 1910. Su questa mappa si legge ancora chiaramente il tracciato della strada Vercellese, ma soprattutto si cominciano a delineare i nuovi quartieri, le piazze e le strade che formeranno il futuro assetto di questa parte di città. È ben presente il sito del Rosetum con la chiesa ed i chiostri del convento.
Dal piano Pavia-Masera in poi è storia recente di sempre maggiori ampliamenti ed urbanizzazioni. Si tratta del consueto sviluppo urbano con la sovrapposizione del nuovo tracciato viario sulle antiche lottizzazioni agricole e della successiva edificazione.

## La chiesa di Santa Maria degli Angeli e San Francesco
La chiesa di Santa Maria degli Angeli e San Francesco, nel quartiere detta anche Chiesa del Rosetum, si affaccia su Piazza Velasquez. 
L'edificio è in stile neogotico lombardo, risale al 1896 ed è stato disegnato dall'architetto Cesare Nava.
In origine la chiesa era pensata a tre navate, ma per ragioni economiche venne poi ridimensionata ad una sola navata. 
«In accosto alla chiesa, oltre al convento dei Cappuccini e ad una capace salone Oratorio, havvi l'Istituto di Teologia che, coi primi, forma un solo corpo architettonico armonizzante con lo stile della chiesa» (Anselmi, 1932).

## Le origini del convento e del centro culturale
La zona che potremmo definire ancora di campagna per le sue peculiarità era ricca di cascinali e l'arrivo di un gruppo di frati fu motivo di accoglienza per la popolazione locale: aggregazione e socializzazione furono i primi aspetti dell'insediamento del convento che vede la luce alla fine dell'Ottocento.

Nel 1897 si avvia la fabbrica per la costruzione della chiesa, dedicata a Santa Maria degli Angeli come quella di Assisi, nel rispetto del riferimento a San Francesco. La prima pietra del tempio è posta dal Cardinal Ferrari.
Se l'accoglienza dei poveri resta fondamento precipuo del convento, con l'Opera "Pane di S. Antonio", lentamente prende piede anche il Centro Culturale con il "Ricreatorio S. Francesco". Da questo momento vengono coinvolti i gruppi esistenti, la Gioventù Francescana (GIFRA) e del Terzo Ordine Francescano. 

Si arriva finalmente al 1957 quando viene ufficializzato il Centro Culturale che prende il nome di Rosetum. Anche in questo caso il riferimento al santo di Assisi è primario nel richiamo al ricordo di San Francesco che si gettò in un roseto spinoso per contrastare le tentazioni mondane. 

Nel corso degli anni si sono succeduti diversi direttori del Rosetum: dal suo fondatore padre Vittricio Marbellini, a padre Odorico Mizzotti, per arrivare dopo padre Demetrio Patrini e padre Roberto Magnelli all'attuale referente, padre Marco Finco. 
Rimane comunque l'idea originaria del Centro conventuale che raccoglie nello spirito francescano le diverse e attive realtà della zona.

## Rosetum, centro di cultura e di eventi artistici
La musica e l'arte hanno sempre ricevuto una grande attenzione nell'ambito del Rosetum, Centro Artistico Culturale Francescano in Milano, come testimonia la ricca attività lirica, concertistica e liturgico-corale che si ospita da numerose stagioni presso il teatro e presso la chiesa dei frati.
Dal 1987 il Centro Culturale Artistico Francescano Rosetum di Milano organizza un grande evento nel mese di settembre all'insegna di padre Pio. Tale evento ha ormai ottenuto il riconoscimento ufficiale quale «Festa Cittadina di padre Pio» dal Comune di Milano. All'interno della realtà della «Festa Cittadina di padre Pio» la presenza musicale ha contribuito ad un particolare approfondimento sia sul versante spirituale, sia su quello culturale, di aggregazione e di socialità.

Fondamentale resta poi l'attività relativa alla musica sacra e liturgica, grazie anche alla presenza di un ottimo organo a canne meccanico (Tamburini).
Pittura escultura sono coltivate dal GAR - Gruppo Artistico Rosetum, attivo per conferenze e vari corsi d'arti visive. La Galleria Velasquez, nel sotterraneo della chiesa, completa le strutture culturali del Centro ospitando regolarmente mostre di pittura e di scultura.

### I Project

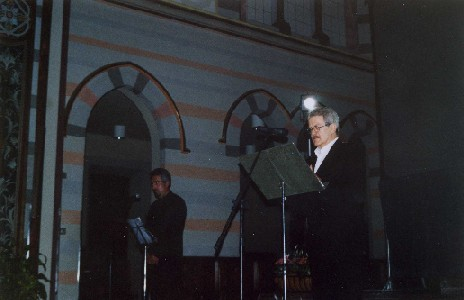
Lettura scenica del 21 settembre 2007

Nell'ambito prettamente artistico del "Centro Culturale Francescano" lo spazio musicale è una costante all'interno dei vari progetti connessi agli eventi del mese di settembre. Essenziale in questa realtà il riferimento a «Project».
Per evidenziare questo aspetto pregnante nel contesto del Rosetum dobbiamo citare il primo evento che si è tenuto presso la Chiesa di Santa Maria degli Angeli nel 2005. Una semplice sequenza di letture di testi di padre Pio alternati ad alcuni brani musicali proposti all'organo quasi in forma di improvvisazione.
Questa formula, particolarmente apprezzata dal pubblico, si è rivelata vincente sin dall'inizio ed ha portato, l'anno successivo, a predisporre un percorso ove testo e musica fossero direttamente correlati all'interno di un contenitore specifico.
Nel 2006 viene così costruita una serata dal titolo «Tutto di ognuno - L'Amore Perfetto nelle Lettere di San Pio da Pietrelcina e nelle Omelie di Papa Giovanni Paolo II». Testi, immagini, musiche, ma anche una particolare «danza spirituale» che perde le sue origini nelle più antiche espressioni di sacralità popolare.
Il 21 settembre 2007 si mette in scena «Project 1: che cosa è l'uomo perché te ne curi» che intende essere un punto di arrivo (e nel contempo l'avvio di un progetto pluriennale) nel rapporto testo-musica.
Il progetto nasce da un'idea di fra Roberto Magnelli con l'organizzazione di Claudio Elli e Antonio Ardito e la consulenza musicale di Marco Rossi. Si tratta di uno spettacolo dai connotati metateatrali nel quale interagiscono musica, canto, movimento danza, video e lettura scenica. Nel contenitore troviamo così alcuni salmi e altri testi a fianco delle composizioni originali per organo e percussioni, ma anche le celebri versioni dei Salmi di padre Turoldo musicati da Bepi de Marzi per voci e strumenti. È un evento che coinvolge e supera la dimensione religiosa che raccoglie il grande successo del pubblico.
«Project» diventa così una sorta di «Un cammino di fede verso la porta del mito». Teatro e cammino di fede sono sempre stati nel mondo cattolico contrapposti per etica e spirito di realizzazione: l'interpretazione onirica del primo risuonava in contrasto con la sofferenza della seconda, il teatro addirittura è stato per secoli considerato ente antitetico allo stesso senso comune di moralità.
Se col tempo gli attriti si sono smussati, il teatro ha continuato comunque ad essere inquadrato in un'accezione mondana di rappresentazione e in quanto tale avulso da qualsiasi valenza mistica o più propriamente spirituale. L'anno scorso con Project 1 si è voluto rompere questa barriera, a partire dalla scelta del luogo dello spettacolo: la chiesa. La chiesa quale contenitore sinergico di energia positiva, la chiesa in quanto tempio di Dio, la chiesa dove più facilmente, parafrasando Carmelo Bene, l'attore si annulla per raggiungere direttamente la porta del mito al di là di qualsiasi rappresentazione scenica. Canto, salmi, musica, preghiera si sono condensati in una sfera metafisica, con “dissoluzione” degli interpreti nell'affermazione dei contenuti richiamati dal Verbo. Sullo sfondo, unici elementi esterni, ma di efficace ausilio al tema indicato dal salmo 8, alcune immagini dedicate al deserto, alla natura, ai muri del difficile cammino umano verso il divino, e la proiezione della scena del viaggio verso la “zona” nel film Stalker di Tarkovskij.
Con Project 2, che porterà il sottotitolo “Non conta quel che vede l'Uomo”, nell'arco di un'interpretazione tutta “al femminile”, s'intendono superare le ultime barriere legate alla rappresentazione, con video live in sostituzione a filmati e fotogrammi. Il contenitore teatrale si sviluppa così in chiave metafisica, diviene uno spaccato poetico con elementi reali, dove la fisicità dello stesso attore non è più quindi in sé, ma esiste in quanto sublimazione di se stessa. In sostanza, si trasforma in un veicolo per la proiezione dell'uomo, nella sua centralità, verso la porta dimensionale dell'Assoluto.